# Jim Koudys
James Koudys (Kanada, Ontario, Grimsby, 1964. január 9. –) profi jégkorongozó.

## Karrier
Komolyabb junior karrierjét az Ontario Hockey League-es Sudbury Wolvesban kezdte 1981-ben. A csapatban 1984-ben játszott és az utolsó szezonja volt a legjobb: 70 mérkőzésen 91 pontot szerzett. Az 1982-es NHL-drafton a New York Islanders választotta ki a 12. kör 252. helyén. Ez volt az utolsó hely a drafton. A National Hockey League-ben sosem játszott. Felnőtt pályafutását az American Hockey League-es Springfield Indiansban kezdte 1984 végén és az International Hockey League-es Indianapolis Checkersben fejezte be a szezont. A következő bajnoki évben szintén ebben a két csapatban játszott felváltva. 1986 végén az IHL-es Peoria Rivermenbe igazolt majd 9 mérkőzés után az OHA Senior A Hockey League-be, a Brantford Motts Clamatos igazolt. Ez egy szenior liga volt. A bajnokság végén a nagydöntőben elhódították az Allan-kupát. 1987 közepén visszavonult a jégkorongtól.

## Díjai
- Sudbury Molson-kupa: 1984
- OHL All-Star Gála: 1984
- Allan-kupa: 1987